# David Clopton

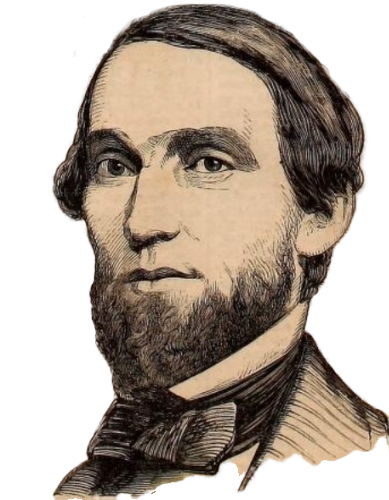
David Clopton

David Clopton (* 29. September 1820 bei Milledgeville, Putnam County, Georgia; † 5. Februar 1892 in Montgomery, Alabama) war ein US-amerikanischer Jurist und Politiker, der den Bundesstaat Alabama im US-Repräsentantenhaus und im Konföderiertenkongress vertrat.
Nach dem Besuch der öffentlichen Schule und einer Privatschule in Edenton machte David Clopton 1840 seinen Abschluss am Randolph-Macon College in Ashland (Virginia). Er studierte Jura, wurde 1841 in die Anwaltskammer aufgenommen und begann in Milledgeville zu praktizieren. 1844 zog er nach Tuskegee in Alabama.
Kurz vor Beginn des Bürgerkrieges wurde der Demokrat Clopton ins US-Repräsentantenhaus gewählt, dem er vom 4. März 1859 bis zu seinem Rücktritt am 21. Januar 1861 angehörte. Während des Krieges diente er als Private in einem Infanterieregiment der Konföderiertenarmee. Von 1862 bis 1864 war er Abgeordneter im ersten und zweiten Konföderiertenkongress.
Politisch aktiv wurde er nach dem Krieg erst wieder im Jahr 1878 als Abgeordneter im Repräsentantenhaus von Alabama. 1884 wurde er zum Richter am Alabama Supreme Court berufen, was er bis zu seinem Tod blieb.